# Fusil Arisaka Type 99
Pour les articles homonymes, voir Type 99.
Le fusil japonais Arisaka Type 99 fut construit de 1939 à 1945 dans dix arsenaux dont les usines de Mazda à Tokyo et à Nagoya ainsi qu'à Kokura, une usine a Shenyang (alors Mukden) en Mandchoukouo et l'arsenal de Jinsen à Inchon en Corée occupée à environ 3,5 millions d'exemplaires. C'était le remplaçant du fusil de Type 38 et était le fusil principal des Japonais jusqu'à leur reddition face aux forces alliées en 1945. Le Type 99 fut une variation de conception du Mauser et les premiers modèles eurent sans doute l'un des plus grands reculs jamais observés sur des fusils de ce type.
L'arsenal de Shenyang en fabriqua pour les forces nationalistes chinoises de 1946 et 1948. Un programme de conversion pour des cartouches Mauser de 7,9 mm y est lancé sous le nom North China Type 35. Et l'armée populaire de libération qui capture le site en 1948 continuera ce programme.
Il est l'un des fusils standard des armée sud-coréenne et armée nord-coréenne à leurs créations avant son remplacement par des armes américaines d'un côté, soviétiques de l'autre durant la guerre de Corée.
Il est employé également par les guérillas d'Asie du Sud-est et fit parler de lui de la Révolution nationale indonésienne à la Guerre du Viêt Nam (Viet Cong) entre 1945 et 1975.

## Présentation
Le levier d'armement du mécanisme à verrou est droit. Le fût est en deux parties et le garde-main couvre la moitié du canon. Le magasin est de type vertical. Sa munition est le 7,7 mm japonais.

## Apparition dans les œuvres de fiction

### Dessins animés
C'est une des armes utilisée par Kino dans L'Odyssée de Kino.

### Jeux vidéo
Dans des jeux vidéo sur la guerre du Pacifique comme :
- History channel : Battle of the Pacific et Call of Duty : World at War, où il est une arme utilisé par les japonais Kamikaze, avec une baïonnette et parfois même avec une lunette de visée.
- Medal of Honor : Soleil levant, comme Soleil levant et Bataille du Pacifique ou encore Red Orchestra 2 : Rising Storm. Battlefield V.

Dans le jeu vidéo de rôle Blue Archive, arme utilisée par le personnage "Koasaka Wakamo".

### Films & Séries
Elle est présente dans les séries ou films :
- Sniper Élite
- Super Sous-Marin 99 créer par Leiji Matsumoto, le père d'Albator. Portée et utilisée par le personnage principal, Susumu Oki.
- Onoda, 10 000 nuits dans la jungle de Arthur Harari